# Великий Ганіллі
Великий Ганіллі (англ. Great Ganilly) — острів в архіпелазі островів Сіллі, найбільший у групі Східні острови, Велика Британія, омивається Кельтським морем.